# Fabricio Colón Pico
Fabricio Colón Pico Suárez (Santa Ana, 8 de enero de 1978) también conocido por el alias de Capitán Pico y Salvaje, es un criminal, extorsionador y narcotraficante ecuatoriano que actualmente es miembro de la banda delictiva Los Lobos.

## Primeros años
Fabricio Colón Pico Suárez, nació el 8 de enero de 1978, en el cantón ecuatoriano de Santa Ana.

## Vida criminal
En 1997 fue procesado por primera vez por robo, realizados en los ejes viales del país utilizando uniforme de policía para engañar a sus víctimas.
Pico junto a su familia conformaron la banda de Los Enjoyados, en Santo Domingo de los Tsáchilas y sus alrededores, viviendo en la urbanización Los Rosales, donde eran muy conocidos en la tercera y cuarta etapa del sector, pues se volvió conflictivo el lugar por el expendio de droga que realizaban.
Allí permanecieron hasta el 18 de agosto de 2003, cuando los habitantes enfurecidos intentaron linchar a la familia Pico, donde resultaron golpeados la madre y los hermanos de Colón Pico, pero fueron rescatados con la llegada de la policía, quienes encontraron droga en la casa de la familia Pico. Esta revuelta fue provocada cuando con anterioridad los vecinos de la cuarta etapa de Los Rosales organizaban una brigada de seguridad, por lo que Miguel alias Barby, miembro de la banda de Los Enjoyados, por represalia atacó a Luis B. con un disparo en el ojo derecho, siendo llevado de urgencia a un hospital en Quito, sin embargo Alias Barby logró escapar del linchamiento.
Finalmente Fabricio Colón Pico, su familia y varios miembros de la banda, fueron sentenciados a ocho años de cárcel y se les fue decomisada la droga encontrada en su vivienda, además de una sentencia de dos años de prisión para un oficial de la institución policial encargado del área de antinarcóticos de la localidad, al ser vinculado en las investigaciones.
En 2012 formó parte de la lista de los más buscados de Ecuador y fue aprisionado, además el ministro del Interior José Serrano, manifestó que Pico pertenecía a la banda de los Endara, liderada por Mama Lucha, pero más tarde fue liberado por beneficios penitenciarios, teniendo que usar un grillete electrónico.
Extorsionó a varios taxistas en Quito, a los que les exigió el pago semanal de 30 dólares, por lo que fue apresado en 2019.
El 3 de enero de 2024, fue señalado por la Fiscal General del Estado, Diana Salazar, de planear asesinarla junto a la banda de Los Lobos a la cual pertenece, esto durante la audiencia de formulación de cargos de otras ocho personas del Caso Metástasis, además aseguró que también estarían tras el asesinato del excandidato a la presidencia Fernando Villavicencio. Dos días después fue apresado, el 5 de enero, en un operativo denominado Sigilo, bajo el cargo de secuestro, ocurrido el 10 de julio de 2023 en el sector de la Ferroviaria al sur de Quito, relacionado con la lucha de poder entre bandas, donde secuestró al hijo de Enrique Portocarrero, miembro financista de Los Choneros. Sin embargo el 9 de enero, Pico logró fugarse de la cárcel.
Tres meses después, el 22 de abril de 2024, fue recapturado por la policía de Ecuador.